# Burt Young
Burt Young, született Gerald Tommaso DeLouise (Queens, 1940. április 30. – Los Angeles, 2023. október 8.) amerikai színész, író és festőművész.
Legismertebb alakítását az 1976-os Rocky című filmdrámában nyújtotta, mint Paulie Pennino, a címszereplő sógora és legjobb barátja. Young a szerepért Oscar-jelölést kapott legjobb férfi mellékszereplő kategóriában. Paulie-t öt további alkalommal formálta meg a Rocky folytatásaiban, 1979 és 2006 között.
További fontosabb filmjei közé tartozik a Kínai negyed (1974), A szerencsejátékos (1974), a Konvoj (1978), a Volt egyszer egy Amerika (1984), Az alvilág pápája (1984) és a Vissza a suliba (1986).

## Fiatalkora és magánélete
Queensben született, olasz származású szülők gyermekeként. Nem sokkal a tizenhatodik születésnapja előtt belépett a tengerészgyalogsághoz, bejárta Japánt és a Fülöp-szigeteket, mielőtt 1959-ben leszerelt. Az Államokba visszatérve különféle munkákból tartotta fenn magát, emellett egy ideig bokszolóként is tevékenykedett. 1974-ben elhunyt feleségétől, Gloriától egy lánya született, Anne.

## Színészi pályafutása
Young egy véletlen folytán került be a szórakoztatóiparba. 1969-ben találkozott egy bárban dolgozó, Norma nevű nővel, aki színészi karrierre vágyott és ehhez Lee Strasberg színésztanodájába próbált bekerülni. A segítőkész Young találkozót kért Strasbergtől és erőteljes érzelmeket sugárzó színészi játékával felkeltette annak érdeklődését (később Norma is kapott egy lehetőséget, de erős lámpaláza miatt nem sikerült lenyűgöznie Strasberget).
Miután Strasberg Actors Studio nevű tanodájában színészetet tanult, Young kisebb televíziós szerepekben tűnt fel. Közéjük tartozott a Baretta című bűnügyi sorozat is, melynek egy epizódjában forgatókönyvíróként is részt vett. 1976-ban jött el számára a kritikai elismerés, amikor Sylvester Stallone Rocky című filmjéért Oscar-díjra jelölték legjobb férfi mellékszereplőként. Young Paulie Pennino szerepében a későbbi Rocky-filmekben is játszott (kivéve a 2015-ös Creed: Apollo fia című folytatást –  Stallone, Stu Nahan és Tony Burton mellett ő az egyedüli szereplő, aki az első hat Rocky-filmben látható). Stallone úgy jellemezte színésztársát, mint „...a reneszánsz ember élő megtestesülése, [aki] az élénk érzelmek feneketlen örvénye.”
További filmjeiben is többnyire Paulie-hoz hasonló, a munkásosztályba tartozó, olasz-amerikai férfiakat, olykor bűnözőket alakított. Az 1970-es években feltűnt még a Kínai negyed és A szerencsejátékos című 1974-es filmekben és az 1978-as Konvojban. Az 1980-as években olyan filmekben láthatták a nézők, mint A démonok háza (1982) című horror, a Volt egyszer egy Amerika és Az alvilág pápája című 1984-es bűnügyi filmek, valamint a Vissza a suliba (1986) című vígjáték. A 2002-es Családi kaleidoszkóp című romantikus vígjáték érdekessége, hogy a Burt Young, illetve a Talia Shire által alakított szereplők házastársak – a Rocky-filmekben, egyik legismertebb szerepében Shire egy Adrian nevű szereplőt, Young filmbéli húgát játssza.
Az 1970-es években több alkalommal forgatókönyvírói feladatkört is vállalt. Az említett Baretta-epizód mellett az 1978-as Daddy, I Don't Like It Like This című tévéfilm és a szintén ebben az évben megjelent Uncle Joe Shannon című filmdráma forgatókönyvét is ő írta.
Vendégszereplőként színészkedett többek között az Esküdt ellenségek, a Columbo, a Walker, a texasi kopó, a M*A*S*H és a Miami Vice epizódjaiban. A Maffiózók egy 2001-es részében Bobby Baccalieri apjaként vállalt szereplést.
2017-ben – idősödő maffiafőnökként – Dave Varriale The Last Vig című darabjában lépett színpadra.

## Halála
2023. október 8-án, 83 évesen hunyt el Los Angelesben.

## Válogatott filmográfia

### Film
| Év   | Magyar cím                              | Eredeti cím                                      | Szerep                | Magyar hang      |
| ---- | --------------------------------------- | ------------------------------------------------ | --------------------- | ---------------- |
| 1970 |                                         | Carnival of Blood                                | Gimpy                 |                  |
| 1971 | Győzelemre született                    | Born to Win                                      | First Hood            |                  |
| 1971 | A banda, amelyik nem tudott jól lőni    | The Gang That Couldn't Shoot Straight            | Willie Quarequlo      |                  |
| 1972 | A 110. utca                             | Across 110th Street                              | Lapides               |                  |
| 1973 | Kimenő éjfélig                          | Cinderella Liberty                               | csendőrtiszt          |                  |
| 1974 | Kínai negyed                            | Chinatown                                        | Curly                 | Harkányi Endre   |
| 1974 | A szerencsejátékos                      | The Gambler                                      | Carmine               |                  |
| 1975 | A gyilkosok krémje                      | The Killer Elite                                 | Mac                   | Pálfai Péter     |
| 1975 | A gyilkosok krémje                      | The Killer Elite                                 | Mac                   | Berzsenyi Zoltán |
| 1976 | Harry és Walter New Yorkba megy         | Harry and Walter Go to New York                  | Durgom börtönigazgató | Felföldi László  |
| 1976 | Rocky                                   | Rocky                                            | Paulie Pennino        | Máté Gábor       |
| 1976 | Rocky                                   | Rocky                                            | Paulie Pennino        | Kerekes József   |
| 1977 |                                         | The Choirboys                                    | Scuzzi                |                  |
| 1978 | Konvoj                                  | Convoy                                           | Koca Ól / Csók Masina | Láng József      |
| 1978 |                                         | Uncle Joe Shannon                                | Joe Shannon           |                  |
| 1979 | Rocky II.                               | Rocky II                                         | Paulie Pennino        | Kerekes József   |
| 1981 |                                         | Blood Beach                                      | Royko őrmester        |                  |
| 1981 | ...minden márvány                       | ...All the Marbles                               | Eddie Cisco           |                  |
| 1982 | Rocky III.                              | Rocky III                                        | Paulie Pennino        | Kerekes József   |
| 1982 | A démonok háza                          | Amityville II: The Possession                    | Anthony Montelli      |                  |
| 1982 | Ketten a pácban                         | Lookin' to Get Out                               | Jerry Feldman         |                  |
| 1984 | A Brooklyn híd túloldalán               | Over the Brooklyn Bridge                         | Phil                  |                  |
| 1984 | Volt egyszer egy Amerika                | Once Upon a Time in America                      | Joe                   | Láng József      |
| 1984 | Az alvilág pápája                       | The Pope of Greenwich Village                    | Eddie                 | Vári Attila      |
| 1985 | Rocky IV.                               | Rocky IV                                         | Paulie Pennino        | Horkai János     |
| 1985 | Rocky IV.                               | Rocky IV                                         | Paulie Pennino        | Kerekes József   |
| 1986 | Vissza a suliba                         | Back to School                                   | Lou                   | Varga Tamás      |
| 1986 | Vissza a suliba                         | Back to School                                   | Lou                   | Meleg Vilmos     |
| 1989 | Furcsa fickók a fedélzeten              | Going Overboard                                  | Noriega tábornok      |                  |
| 1989 | Vérvörös nap                            | Blood Red                                        | Andrews               | Pethes Csaba     |
| 1989 | Tessék engem elrabolni                  | Beverly Hills Brats                              | Clive                 | Kristóf Tibor    |
| 1990 | Az utolsó kijárat Brooklyn felé         | Last Exit to Brooklyn                            | Big Joe               |                  |
| 1990 | Savanyú a szülő                         | Betsy's Wedding                                  | Georgie               | Gruber Hugó      |
| 1990 | Külvárosi álmok                         | Backstreet Dreams                                | Luca                  |                  |
| 1990 | Rocky V.                                | Rocky V                                          | Paulie Pennino        | Gruber Hugó      |
| 1990 | Rocky V.                                | Rocky V                                          | Paulie Pennino        | Kerekes József   |
| 1991 | Fegyveres őrangyal                      | Bright Angel                                     | Art                   | Harsányi Gábor   |
| 1991 |                                         | Red American                                     | George Maniago        |                  |
| 1993 | Halálos erő                             | Excessive Force                                  | Sal DiMarco           | Beregi Péter     |
| 1996 | Jégcsillag                              | North Star                                       | Reno                  | Rajhona Ádám     |
| 1997 | Életem szerelme                         | She's So Lovely                                  | Lorenzo               |                  |
| 1997 | Mennyország és pokol között             | Heaven Before I Die                              | Pollof                |                  |
| 1997 |                                         | The Good Life (a film nem jelent meg)            | Jimmy                 |                  |
| 1999 | A Keresztapus                           | Mickey Blue Eyes                                 | Vito Graziosi         | Kun Vilmos       |
| 1999 | Veszett szenvedély                      | Loser Love                                       | Sydney Delacroix      |                  |
| 1999 | A bár                                   | The Florentine                                   | Joe McCollough        |                  |
| 2000 | Kék hold                                | Blue Moon                                        | Bobby                 |                  |
| 2000 | A csendestárs nem dumál                 | Table One                                        | Frankie Chips         |                  |
| 2001 | Mrs. Maffia                             | Plan B                                           | Sal Palermo           | Gruber Hugó      |
| 2002 | Pluto Nash – Hold volt, hol nem volt... | The Adventures of Pluto Nash                     | Gino                  | Cs. Németh Lajos |
| 2002 | Csemege szerelem                        | Checkout                                         | Louie nagybácsi       |                  |
| 2002 | Családi kaleidoszkóp                    | Kiss the Bride                                   | Santo Sposato         |                  |
| 2005 | A bőség földje                          | Land of Plenty                                   | Sherman               | Versényi László  |
| 2005 | Carlito útja: A felemelkedés            | Carlito's Way: Rise to Power                     | Artie Bottolota, Sr.  | Versényi László  |
| 2005 | Pofa be és csókolj!                     | Shut Up and Kiss Me                              | Vincent Bublioni      | Gruber Hugó      |
| 2005 | Transamerica                            | Transamerica                                     | Murray                | Gruber Hugó      |
| 2006 |                                         | RevoLOUtion: The Transformation of Lou Benedetti | önmaga                |                  |
| 2006 |                                         | Nicky's Game (rövidfilm)                         | Leo Singer            |                  |
| 2006 | Rocky Balboa                            | Rocky Balboa                                     | Paulie Pennino        | Gruber Hugó      |
| 2007 |                                         | Go Go Tales                                      | Murray                |                  |
| 2007 | A rejtekhely                            | The Hideout                                      | Mueller               |                  |
| 2009 | Szeretlek, New York                     | New York, I Love You                             | háziúr                |                  |
| 2011 | Győzzünk már!                           | Win Win                                          | Leo Poplar            |                  |
| 2014 | Foszd ki a maffiát!                     | Rob the Mob                                      | Joey D                |                  |

### Televízió
| Év        | Magyar cím                               | Eredeti cím                             | Szerep                         | Megjegyzések                                                    |
| --------- | ---------------------------------------- | --------------------------------------- | ------------------------------ | --------------------------------------------------------------- |
| 1969      |                                          | The Doctors                             | pultos                         | 1 epizód                                                        |
| 1973      |                                          | The Connection                          | Ernie                          | tévéfilm                                                        |
| 1973      |                                          | M*A*S*H                                 | Willis hadnagy                 | 1 epizód                                                        |
| 1974      |                                          | The Great Niagara                       | Ace Tully                      | tévéfilm                                                        |
| 1975      | Utcalányok                               | Hustling                                | Gustavino                      | - tévéfilm - magyar hangja: - Gálvölgyi János                   |
| 1975–1976 |                                          | Baretta                                 | Johnny Checco                  | 3 epizód                                                        |
| 1976      |                                          | The Rockford Files                      | Stuart Gaily                   | 1 epizód                                                        |
| 1976      |                                          | Serpico                                 | Alec Rosen                     | 1 epizód                                                        |
| 1976      |                                          | Woman of the Year                       | Ralph Rodino                   | tévéfilm                                                        |
| 1978      |                                          | Daddy, I Don't Like It Like This        | Rocco Agnelli                  | tévéfilm (forgatókönyvíró)                                      |
| 1980      |                                          | Murder Can Hurt You                     | Palumbo hadnagy                | tévéfilm                                                        |
| 1984      | Miami Vice                               | Miami Vice                              | Lupo Ramirez                   | 1 epizód                                                        |
| 1985      |                                          | A Summer to Remember                    | Fidel Fargo                    | tévéfilm                                                        |
| 1985      |                                          | The Equalizer                           | Louie Ganucci                  | 1 epizód                                                        |
| 1986      |                                          | The New Alfred Hitchcock Presents       | Ed Fratus                      | 1 epizód                                                        |
| 1987      |                                          | Roomies                                 | Nick Chase                     | nyolc epizód                                                    |
| 1990      | A maffia lánya                           | Vendetta: Secrets of a Mafia Bride      | Vincent Dominici               | - minisorozat - magyar hangja: - Perlaki István - Forgács Gábor |
| 1992      | Mesék a kriptából IV.                    | Tales from the Crypt                    | szerencsejátékos               | 1 epizód                                                        |
| 1993      |                                          | Double Deception                        | Zimmer                         | tévéfilm                                                        |
| 1994      | Columbo                                  | Columbo                                 | Mo Weinberg                    | - 1 epizód - magyar hangja: - Dobránszky Zoltán                 |
| 1994      | A Maharadzsa lánya                       | The Maharaja's Daughter                 | Milai                          | - minisorozat - magyar hangja: - Helyey László                  |
| 1994      |                                          | Crocodile Shoes                         | Lou Benedetti                  | minisorozat                                                     |
| 1995      |                                          | Bless This House                        | Mr. Riveto                     | 1 epizód                                                        |
| 1996–1997 | Walker, a texasi kopó                    | Walker, Texas Ranger                    | Jack "Soldier" Belmont         | 2 epizód                                                        |
| 1997      | Az utolsó keresztapa                     | The Last Don                            | Virginio Ballazzo              | minisorozat                                                     |
| 1997      | Esküdt ellenségek                        | Law & Order                             | Lewis Darnell                  | 1 epizód                                                        |
| 1997      |                                          | Before Women Had Wings                  | Louis Ippolito                 | tévéfilm                                                        |
| 1997      | Végtelen határok                         | The Outer Limits                        | Parker százados                | 1 epizód                                                        |
| 1997      | A tűz harcosai                           | Firehouse                               | Frank Shea                     | tévéfilm                                                        |
| 1998      | A sorsdöntő gól                          | Greener Fields                          | Gallagher                      | tévéfilm                                                        |
| 2001      | Maffiózók                                | The Sopranos                            | Bobby "Bacala" Baccalieri, Sr. | 1 epizód                                                        |
| 2002      |                                          | Alternate Realities                     | Frank                          |                                                                 |
| 2003      | FBI ügynökök bevetésen                   | The Handler                             | Dino Mantoni                   | 1 epizód                                                        |
| 2009      | Esküdt ellenségek: Különleges ügyosztály | Law & Order: Special Victims Unit       | Eddy Mack                      | 1 epizód                                                        |
| 2013      |                                          | Baciamo le mani - Palermo New York 1958 | Gillo Draghi                   | olasz minisorozat                                               |
| 2016      |                                          | Horace and Pete                         | Horace Sr.                     | webes minisorozat (1 epizód)                                    |
| 2018      | Lazíts, Kevin!                           | Kevin Can Wait                          | Marv                           | 1 epizód                                                        |
| 2019      | Végtelen matrjoska                       | Russian Doll                            | Joe                            | 2 epizód                                                        |

## Fontosabb díjak és kitüntetések
| Év   | Díj             | Kategória                        | Jelölt mű | Eredmény |
| ---- | --------------- | -------------------------------- | --------- | -------- |
| 1976 | Oscar-díj       | Legjobb férfi mellékszereplő     | Rocky     | Jelölve  |
| 1985 | Arany Málna díj | Legrosszabb férfi mellékszereplő | Rocky IV. | Jelölve  |
| 1990 | Arany Málna díj | Legrosszabb férfi mellékszereplő | Rocky V.  | Jelölve  |

2013 májusában az Adelphi Egyetem a képzőművészetek doktora tiszteletbeli egyetemi fokozattal tüntette ki a színészt.

## Fordítás
- Ez a szócikk részben vagy egészben  a   Burt Young című angol Wikipédia-szócikk fordításán alapul.  Az eredeti cikk szerkesztőit annak laptörténete sorolja fel. Ez a jelzés csupán a megfogalmazás eredetét és a szerzői jogokat jelzi, nem szolgál a cikkben szereplő információk forrásmegjelöléseként.